# Order Hełmu Żelaznego
Order Hełmu Żelaznego (niem. Orden vom eisernen Helm) – trzecie odznaczenie, a zarazem drugi order wojskowy elektoratu Hesji-Kassel. Ustanowiony 18 marca 1814 i ponownie w 1815 przez księcia elektora Wilhelma I Heskiego, na wzór pruskiego Krzyża Żelaznego.
Nadawany był tylko w klasie Kawaler (Ritter) za zasługi bitewne, właściwie tylko w latach 1814-1816, odznaczono wówczas 145 żołnierzy i oficerów (w 1866 żyło już tylko 31 z nich).
Od aneksji Hesji-Kassel przez Królestwo Prus w 1866, order należał do systemu odznaczeń nadawanych przez pruskiego króla.